# Upper Echelon
Upper Echelon è un singolo del rapper statunitense Travis Scott, pubblicato il 18 aprile 2013 come terzo estratto dal suo mixtape di debutto Owl Pharaoh.

## Descrizione
Il brano vede la collaborazione dei rapper statunitensi T.I. e 2 Chainz.

## Tracce
Testi di Jacques Webster II, Tauheed Epps, Clifford Harris Jr., Mike Dean, Kanye West, Julian Gramma, Anthony Kilhoffer, musiche di Travis Scott, Mike Dean, Kanye West, J Gramm e Anthony Kilhoffer.
1. Upper Echelon – 2:53